# 히가시유노촌
히가시유노촌(東湯野村)은 후쿠시마현 다테군에 설치되었던 촌이다. 1955년 3월 31일 히가시유노촌 및 시노부군 이자카정, 히라노촌, 나카노촌, 다테군 유노정, 모니와촌 등 6개 정·촌이 합병하여 시노부군 이자카정이 신설되고 폐지되었다.